# Salzburg Hauptbahnhof

Perrons en sporen na de renovatie (2014)

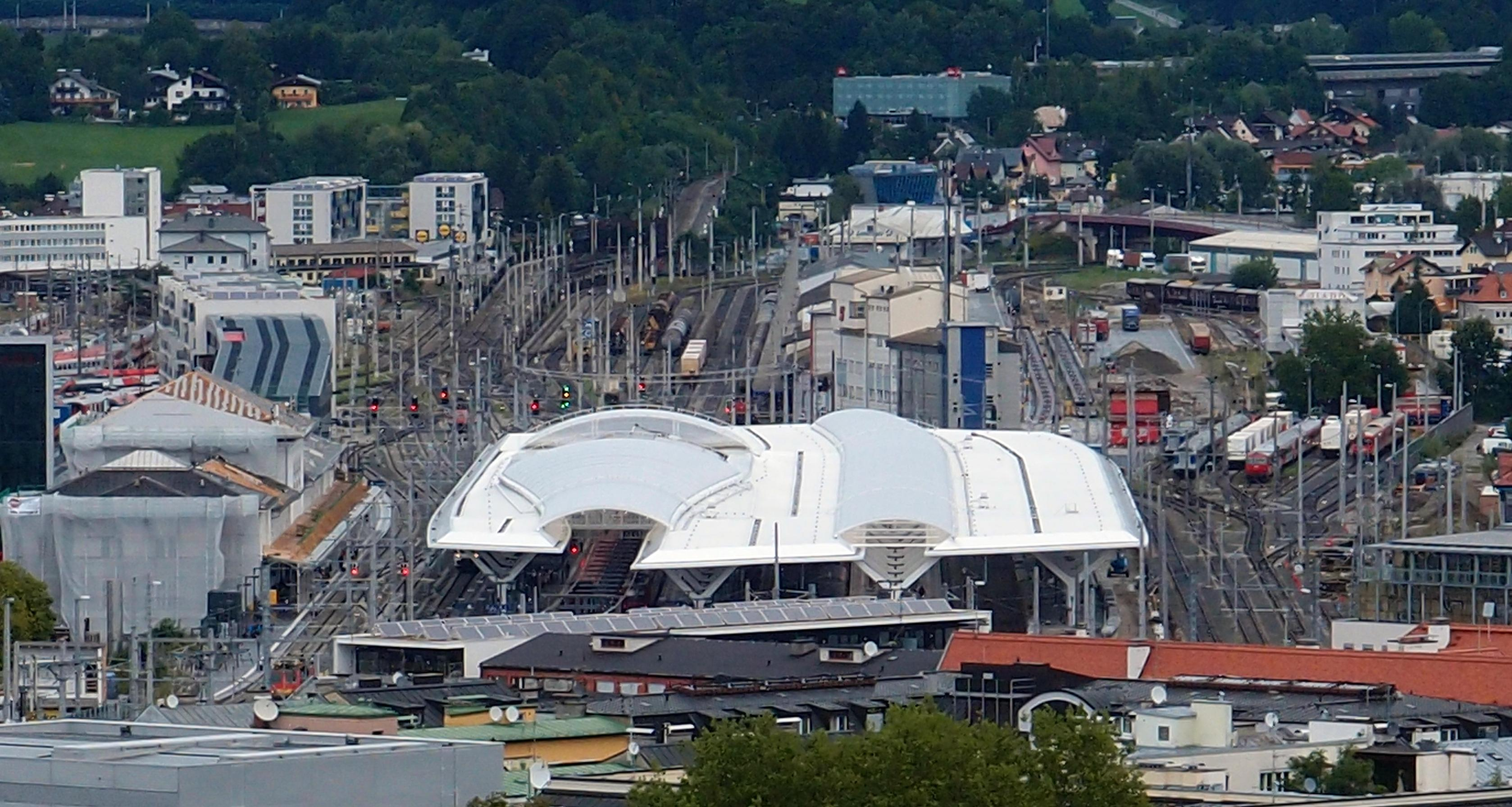
Zicht na de renovatie met de nieuwe overkapping (2013), gezien vanop de Mönchsberg

Salzburg Hauptbahnhof (afgekort: Salzburg Hbf) is een spoorwegstation in de Oostenrijkse stad Salzburg. Het station ligt centraal in Salzburg, aan de Südtiroler Platz. Het is het openbaarvervoerknooppunt in de stad. Buiten treinen zijn er de Salzburg S-Bahn en regionale busdiensten.

## Geschiedenis
In 1860 werd Salzburg verbonden door de Bayerische Maximiliansbahn met München en door de Westbahn van het Oostenrijks-Hongaarse Rijk naar Wenen. In de oorsprong was het station volledig doorgaand.
In 1900 werd het station omgevormd tot een "eilandstation", omdat het station meer de functie kreeg van een grensstation, tussen Oostenrijk en Duitsland. De volgende jaren zou het station meer en meer aan belang winnen, mede door de opening van de Salzburger Lokalbahn in 1886 en de Salzkammergut-Lokalbahn in 1893.
Tegen het einde van de Tweede Wereldoorlog, in 1944-1945, werd het station verscheidene malen gebombardeerd door de geallieerden. Het station werd daarbij grotendeels vernield. Het station werd later heropgebouwd, maar men ontdekt nog steeds niet-ontplofte bommen in de buurt.
Sinds 1996 heeft de Salzburger Lokalbahn zijn eindpunt in een station onder de Südtiroler Platz. Een verlenging van deze lijn als metro of tram is nog steeds een optie.

### Renovatie
Mede door de groeiende populariteit en belang van het station was het noodzakelijk dat er meer capaciteit gecreëerd werd. Daarom besliste men in 1999 om de eilandsporen in het midden van het station doorlopend te maken. Door protest rond een oude marmeren hal die zou moeten verdwijnen voor het nieuwe station, werd het begin van de werken grondig vertraagd. Op 7 november 2008 kon men dan toch beginnen met de bouwwerken, die zouden moeten gedaan zijn in 2014. Het 270 miljoen euro dure project zorgde voor hinder voor reizigers in en rond het station.

## Treindiensten
Salzburg heeft (inter-)nationale treinverbindingen. Het wordt bediend door ÖBB, DB, BLB en Westbahn.

### Internationaal
- RailJet Express München Hbf - Salzburg - Wenen - Boedapest Keleti (1x per 2 uur)
- RailJet Express Zürich Hb - Feldkirch - Bludenz - Innsbruck - Salzburg - Wenen/Boedapest Keleti/Bratislava (1x per 2 uur)
- RailJet München - Salzburg - Bischofshofen - Villach Hbf - Klagenfurt Hbf (1x per dag)
- Intercity/Eurocity Salzburg - München (meermaals per dag)
- Eurocity München Hbf - Graz (met DB, enkele keren per dag)
- RailJet Klagenfurt - Salzburg - Frankfurt/Dortmund (met DB, enkele keren per dag)
- Bayerische Regiobahn Salzburg - Freilassing - Rosenheim - München (1x per uur)

### Nationaal
- RailJet Express Bregenz - Feldkirch - Innsbruck - Salzburg - Wenen (1x per 2 uur)
- RailJet Wenen - Salzburg - Klagenfurt
- Intercity Salzburg - Graz
- Westbahn Salzburg - Wenen (1x per uur)

Waarbij de meeste RailJettreinen tussen Feldkirch/Innsbruck - Wenen met dubbele RailJetstammen worden gereden door de ÖBB.

RailJet Express-treinen stoppen tussen Salzburg en Wenen Hbf alleen op Linz Hbf, St. Pölten Hbf en Wien Meidling.

In de regel heeft Salzburg met Feldkirch, Innsbruck, Wenen en München 1x per uur een snelle verbinding.

### S-bahn en REX
Rondom Salzburg zijn nog diverse REX en S-bahndiensten te vinden van de ÖBB en BLB.